# Ашот Восканян
Ашот Вагінакович Восканян (вірм. Աշոտ Ոսկանյան, 24 квітня 1949, Єреван) — вірменський політичний діяч і дипломат.

## Життєпис
Народився 24 квітня 1949 року в Єревані.
- 1972 — закінчив філософське відділення історичного факультету Єреванського державного університету, а в 1975 році — аспірантуру при кафедрі філософії і логіки Єреванського державного університету.
- 1986 — пройшов стажування з філософії в Лейпцизькому університеті.
- 1975—1977 — працював викладачем в Єреванському педагогічному інституті іноземних мов.
- 1977—1988 — викладач, а в 1988—1995 — доцент Єреванського державного університету.
- 1990—1995 — депутат Верховної ради. Голова постійної комісії з етики, член президії Верховної ради. Член «АОД».
- 1992—1993 — керівник делегації ВР Вірменії на парламентських зборах ОБСЄ.
- 1993—1995 — голова вірмено-німецької групи парламентаріїв ЗС Вірменії. Член Конституційної комісії ВР Вірменії.
- 1995 — делегат Вірменського національного церковного зібрання.
- 1995—1998 — депутат парламенту. Член «АОД».
- 1995—1997 — постійний представник Вірменії в ОБСЄ та UNO у Відні, надзвичайний і повноважний посол Вірменії в Австрії, Угорщині, Чехії та Словаччині (1996—1997, резиденція у Відні).
- З 1997 — надзвичайний і повноважний посол Вірменії в ФРН.
- 2000 — член німецько-вірменського суспільства.
- Доктор філософії (1983. Тема: «Методологія соціальних наук, проблема ідентичності»).
- Академік МАНПО (2001).
- З 2001 — радник міністра закордонних справ Вірменії.